# 紹德瘤龜金花蟲
紹德瘤龜金花蟲（学名：Notosacantha sauteri）为金花蟲科瘤龜金花蟲屬下的一个种。